# Thiên hà Chong Chóng
Thiên hà Chong Chóng (còn gọi là Messier 101, M101 hay NGC 5457) là một thiên hà xoắn ốc trung gian vì có thể thấy những nhánh xoắn ốc mở rộng ra ngoài. Thiên hà  cách Trái Đất khoảng 27 triệu năm ánh sáng trong chòm sao Đại Hùng.
Nó được nhà thiên văn người Pháp Pierre Méchain phát hiện ra vào ngày 27/3/1781, và sau đó ông liên lạc với Charles Messier về phát hiện này, Charles Messier đã xác nhận vị trí của nó và thêm vào danh lục của ông như là một trong những thiên thể cuối cùng của danh lục này.
Vào ngày 28/2/2006, NASA và ESA công bố một bức ảnh chi tiết của thiên hà Chong Chóng, và cũng là bức ảnh lớn nhất và chi tiết nhất về một thiên hà của kính viễn vọng không gian Hubble tại thời điểm đó. Bức ảnh là tổ hợp của 51 lần chụp phơi sáng của Hubble, và một số ảnh của các đài quan sát mặt đất.

## Lịch sử

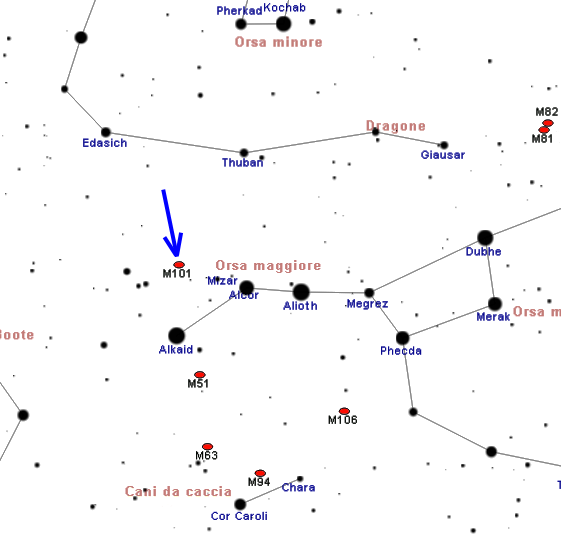
Vị trí của M101 trong Đại Hùng.

Pierre Méchain, người khám phá ra NGC 5457, miêu tả nó là "một tinh vân không có ngôi sao, rất tối và đẹp, đường kính rộng khoảng 6' đến 7', nằm giữa tay trái của Mục Phu và đuôi của Đại Hùng. Nó rất khó phân biệt dưới ánh sáng của đường phố."
William Herschel ghi chú trong năm 1784 rằng " NGC 5457 trong kính viễn vọng phản xạ 7, 10, và 20 feet của tôi hiện lên một vết vằn giống của tinh vân; vì vậy tôi mong kính viễn vọng hiện tại của tôi có lẽ sẽ phân biệt được các ngôi sao nhìn thấy mà tôi cho rằng chúng nằm trong."
Huân tước Rosse quan sát NGC 5457 qua kính thiên văn phản xạ Newton 72-inch trong nửa cuối thế kỉ 19. Và lần đầu tiên ông đã chú ý đến cấu trúc xoắn ốc của M101 và vẽ phác họa một số hình ảnh về nó.
Để quan sát được cấu trúc xoắn ốc trong các dụng cụ hiện đại đòi hỏi chúng phải khá lớn, quan sát trong bầu trời tối với một kính mắt nhỏ định hướng.

## Cấu trúc và đặc trưng

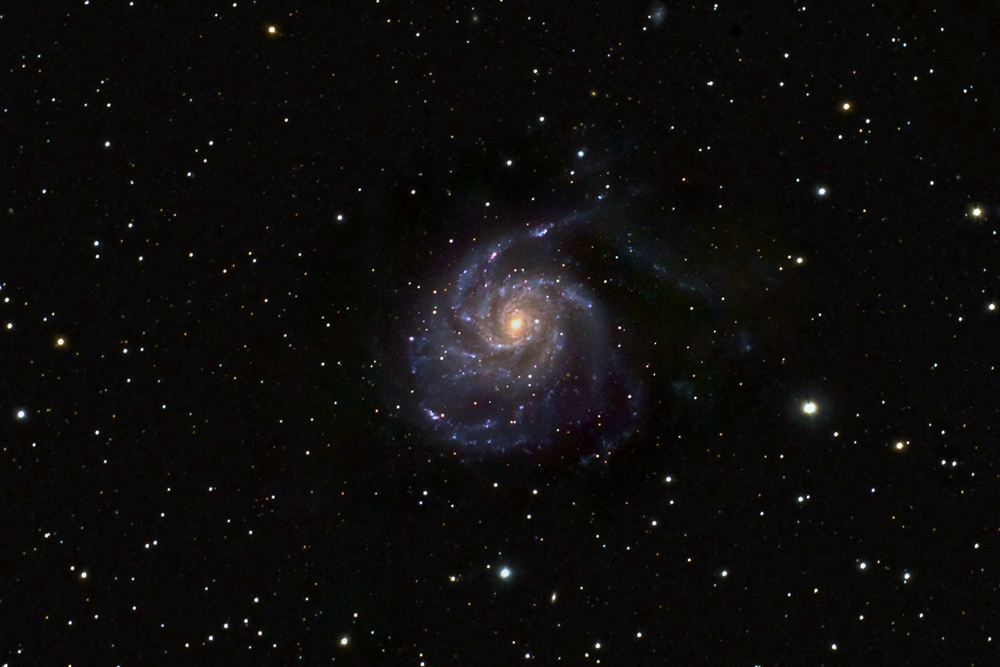
Thiên hà Chong Chóng. Ảnh của: Scott Anttila.

NGC 5457 là một thiên hà tương đối lớn so với Ngân Hà. Với đường kính vào khoảng 170.000 năm ánh sáng, kích thước của nó gần bằng hai lần kích thước của Ngân Hà. Khối lượng của đĩa thiên hà vào khoảng 100 tỷ lần khối lượng Mặt Trời, cùng với một chỗ phình nhỏ bằng khoảng 3 tỷ lần khối lượng Mặt Trời.
Một đặc điểm khác nổi bật của thiên hà này là nó chứa nhiều vùng H II rất lớn và rất sáng, với tổng số khoảng 3.000 trên các ảnh chụp. Những vùng H II thường kèm theo các đám mây khồng lồ với mật độ cao các phân tử hydro tập trung lại dưới ảnh hưởng của lực hấp dẫn nơi sẽ hình thành các ngôi sao mới. Và các vùng H II bị ion hóa bởi rất nhiều các ngôi sao trẻ cực nóng và sáng.
Trên các bức ảnh chụp NGC 5457 chúng ta có thể nhìn thấy sự không cân xứng về một phía. Có thể do trong quá khứ gần đây (nói theo ngôn ngữ của thiên hà) M101 đã trải qua một và chạm với một thiên hà gần và do ảnh hưởng của lực thủy triều làm cho thiên hà mất đi sự đối xứng. Thêm vào đó, sự va chạm này cũng làm tăng biên độ các sóng mật độ trong các nhánh của M101. Sự tăng biên độ của những sóng này dẫn đến sự nến các khí hydro giữa các ngôi sao, và do vậy tạo điều kiện cho hoạt động hình thành các ngôi sao mới.

## Các thiên hà đồng hành
M101 có năm thiên hà đồng hành nổi bật: NGC 5204, NGC 5474, NGC 5477, NGC 5585, và Holmberg IV. Như đã nói ở trên, tương tác hấp dẫn giữa NGC 5457 và các vệ tinh của nó có thể kích hoạt sự hình thành cấu trúc và hình dạng lớn của NGC 5457. NGC 5457 có thể cũng bị xáo trộn bởi thiên hà đồng hành NGC 5474. NGC 5457 và các thiên hà đồng hành tạo thành nhóm thiên hà M101.

## Siêu tân tinh

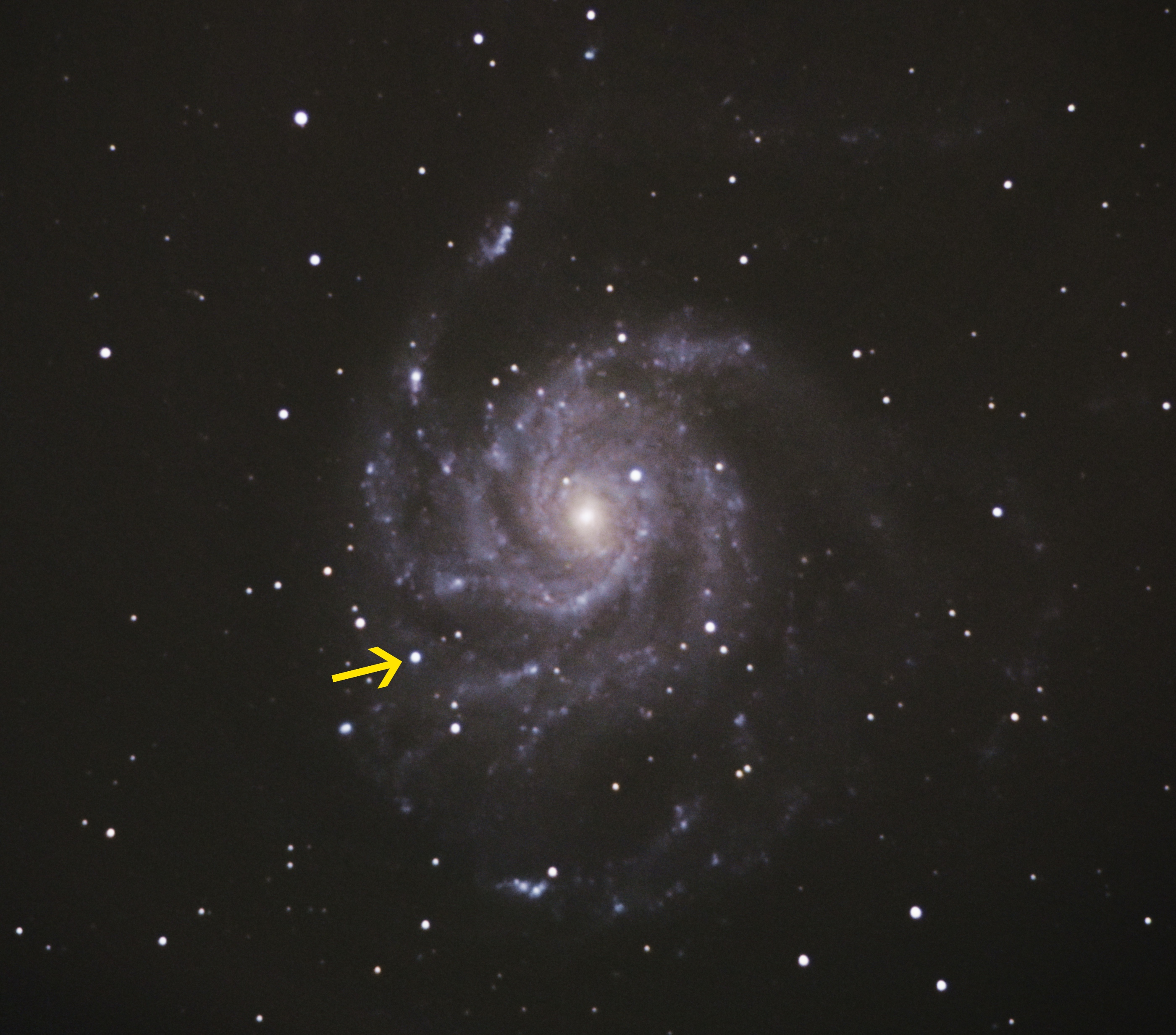
Siêu tân tinh loại Ia SN 2011fe (mũi tên).

Ngày 24 tháng 8 năm 2011, siêu tân tinh loại Ia, SN 2011fe, ban đầu được ký hiệu là PTF 11kly, được phát hiện trong thiên hà M101. Đây là siêu tân tinh được phát hiện sớm chỉ sau 11 tiếng xảy ra vụ nổ bởi một kính thiên văn robot và cũng là siêu tân tinh loại Ia nằm gần Trái Đất nhất trong nhiều năm qua. Độ sáng biểu kiến của nó tại thời điểm phát hiện bằng +17,2 và đạt cực đại bằng +9,9 vào ngày 9 hoặc 10 tháng 9. Nhờ sớm phát hiện và nằm gần Trái Đất, cho nên việc nghiên cứu siêu tân tinh giúp các nhà thiên văn lần đầu tiên có đủ dữ liệu để suy luận ra được nguồn gốc của nó bao gồm sao lùn trắng cũng như phân loại sao đồng hành.